# 데르베
데르베(그리스어: Δέρβη, 그리스어: Δέρβεια) ) 또는 더베(개역개정)는 소아시아의 갈라티아에, 나중에는 리카오니아에, 그 후에는 이사우리아와 카파도키아에 속했다. 이 도시는 사도행전에서 14:6, 14:20, 16:1, 20:4에 언급된다. 데르베는 신약성서에 언급된 도시 중 주민들이 바울의 기독교를 즉시 받아들인 유일한 도시다.

## 어원
데르베는 데르벤트에서 유래했으며, 데르벤트는 페르시아어 "다르반드"(Darband, 페르시아어: دربند, '문'을 뜻하는 dar와 '빗장'을 뜻하는 band에서 유래)에서 파생된 것으로, 인접한 좁은 통로나 입구를 의미한다.

## 위치
데르베(좁은 문 또는 입구라는 의미)가 주로 지리적 지명(데르벤트 등)이기 때문에 데르베라는 이름을 가진 도시가 여러 개 있었을 수도 있다.
스트라본은 데르베를 이사우리아 “측면에” 거의 카파도키아에 위치시킨다. 다른 곳에서는 카파도키아의 11번째 행정구역에 있었다고 말한다. 사도 바울과 바르나바가 데르베를 방문했을 때 그곳은 리카오니아에 속해 있었다. 비잔티움의 스테파누스는 데르베를 이사우리아에 위치시킨다.
1956년 마이클 발랑스는 서기 157년의 비문을 근거로 데르베의 위치를 현대 튀르키예의 에키뇌쥐 마을 근처, 카라만(고대 라란다)에서 북동쪽으로 약 15 마일 (24 km) 떨어진 케르티 휘위크라는 언덕으로 확정했다. 논란의 여지가 있지만, 이곳이 가장 유력한 유적으로 여겨진다.
비잔티움의 스테파누스는 데르베에 항구(λιμήν, limēn)가 있었을 것이라고 말했지만, 이 도시는 내륙에 위치했기 때문에 이는 명백한 오류다. 이 오류는 더 멀리 떨어져 있긴 하지만 근처에 호수들이 있기 때문에 림네(λίμνη, '호수') 형태로 수정되었다. 현대 튀르키예에는 콘야 시와 가까운 곳에 호수 근처에 데르벤트라는 마을이 있다. 또한 데르벤트라는 지명도 있다.

## 역사
키케로의 친구였던 데르베의 안티파터는 데르베의 통치자였으나, 갈라티아의 아민타스에게 살해당했고, 아민타스는 데르베를 자신의 영토에 추가했다.
클라우디오데르베는 로마 황제 클라우디우스 재위 기간에 데르베에 부여된 특별한 칭호였으며, 2세기 데르베 주화에 나타난다.
사도 바울과 바르나바는 루스드라에서 폭동을 피하고 투석형에서 살아남은 후 약 75 마일 (120 km) 떨어진 데르베로 왔다(사도행전 14:19).
데르베 주교구는 이코니움의 대리 주교구가 되었다. 이후의 노티티아 에피스코파투움에는 언급되지 않는다. 381년부터 672년까지 단 네 명의 주교만 알려져 있다. 데르베는 로마 가톨릭교회의 명목상 교구 목록에 포함되어 있다.
성 티모테오는 데르베(또는 루스드라) 출신이었다. 데르베는 또한 데르비시 또는 데르비시(문자 그대로 탁발승, '구걸하는 자', '집집마다 다니는 자'를 의미)와 관련이 있을 수 있는데, 이는 13세기 페르시아 신비주의자 루미와 직접적으로 연관된 이코니움 출신의 신비주의 수피즘 형제단으로, 그들의 가장 일반적인 수행인 사마와 관련이 있다. 루미의 장남인 벨레드는 데르베 근처에서 기적적으로 죽음을 모면했다. (다른 자료에서는 루미의 둘째 아들이 기적적으로 죽음을 모면했다고 보고한다.) 기적이 일어난 장소는 마이어스 여행 서적에 "바울의 동굴"로 언급되어 있다. 아마도 사마 의식에 앞서 행해지는 데브르 이 벨레디라는 춤도 데르베와 관련이 있을 수 있다. 일부 소문에 따르면, 할례 의식 동안 연주되었던 데브르 이 벨레디는 루미의 아버지 바하 웃 딘 왈라드의 순례 중 할례를 의미하며, 이 행동은 성 티모테오의 할례와 어떻게든 연관되어 있다고 한다.